# كوري ووكر
كوري ووكر (بالإنجليزية: Cory Walker)‏ هو فنان قصص مصورة أمريكي، ولد في 1980.